# Gare d'Aubazine - Saint-Hilaire
La gare d'Aubazine - Saint-Hilaire est une gare ferroviaire française de la ligne de Coutras à Tulle, située sur le territoire de la commune de Saint-Hilaire-Peyroux, à proximité d'Aubazines, dans le département de la Corrèze, en région Nouvelle-Aquitaine.
De 1913 à 1932 elle était aussi l'origine de la ligne des Tramways de la Corrèze vers Turenne et Beaulieu-sur-Dordogne.

## Situation ferroviaire
Cette gare est située au point kilométrique 158,029 sur la ligne de Coutras à Tulle. Son altitude est de 134 m.

## Géographie
Le hameau de Gare d'Aubazine est traversé par la RN89, et la Corrèze parallèlement à la ligne de chemin de fer.
Un pont et un passage à niveau permettent la liaison avec la rive gauche de la rivière.
La gare jouxte une usine, la cartonnerie d'Aubazine.

## Historique
Le village de la gare d'Aubazine, bien que situé sur la commune de Saint-Hilaire-Peyroux, fait partie intégrante de l'histoire d'Aubazines, et de Dampniat plus que de celle de Saint-Hilaire.
Cette station aurait pu être désignée autrement : gare de Dampniat ? Le mot est difficile à écrire et à prononcer et le lieu est quasi inconnu ; gare de Saint-Hilaire-Peyroux ? Ce dernier bourg se trouve bien éloigné. Tandis qu'Aubazine, voilà un nom qui sonne depuis huit siècles en Bas Limousin. Un haut lieu qui domine la situation par son altitude d'abord, par sa renommée historique et touristique, par son accueil ensuite. Peu de localités peuvent offrir au passant ou à l'estivant une église remarquable, deux monastères, un canal suspendu sur des ravins sauvages, une bergère vertueuse, des monuments mégalithes et un puy sans compter les hôtels-restaurants où la nourriture y est excellente, le tout recouvert de l'auréole de saint Étienne d'Obazine.
Au lieu-dit Confolens, la station fut donc en premier lieu celle d'Aubazine, mais comme elle se trouvait sur le territoire de la commune voisine, le conseil municipal intéressé exigea un nom composé. On lui donna satisfaction et l'arrêt s'appela Aubazine - Saint-Hilaire-Peyroux devenu Aubazine par la suite, Saint-Hilaire-Peyroux ayant sa propre halte au Pont Bonnel.
Avant 1840, date d'ouverture de la RN89 devenue RD1089, il n'y avait rien au fond de cette vallée, sinon de frustes moulins de Confolens sur le territoire de Dampniat, de Claredent sur celui d'Aubazine et du Jayle sur celui de Malemort, seulement accessible par des charrières étroites et défoncées, aux pentes rapides. Les chevaux, mulets et ânes bâtés y circulaient beaucoup plus souvent que les charrettes.
Le village, désormais nommé Gare d'Aubazine est plutôt mal baptisé. En effet la station SNCF se situe sur la rive droite de la Corrèze sur le territoire de Saint-Hilaire-Peyroux, la rive gauche appartient largement à Dampniat, bourg le plus proche situé à 2 kilomètres.
Le pont de Confolens et la papeterie ont ajouté leur action progressiste à celle du chemin de fer, à la fin du XIXe siècle et en 1912, l'établissement de la tête de ligne du tramway départemental allant à Turenne où à Beaulieu-sur-Dordogne, par « le Bosplos » compléta cette action. Le Tacot a disparu en 1932, un autobus le remplace… et l'agglomération de la Gare d'Aubazine conserve son activité prospère. De nouvelles maisons s'y élèvent et une école à deux classes y accueille les enfants. Les parents grimpaient à Dampniat pour apprendre à lire. C'était dans la première moitié du XXe siècle…
En septembre 1921, une crue de la Corrèze détruit l'usine à papier Cassard située au Pont de la Gare d'Aubazine. 
En juin 1944, les maquisards détruisirent le pont ferroviaire de Claredent, empêchant ainsi un train blindé allemand de remonter punir un peu plus les Tullistes, et les convois de matériel de la manufacture d'armes de Tulle d'être rapidement acheminés vers leur destination sur le front ou outre-Rhin.

## Fréquentation
Selon les estimations de la SNCF, la fréquentation annuelle de la gare figure dans le tableau ci-dessous.
| Année               | 2015  | 2016  | 2017  | 2018  | 2019  | 2020  | 2021  | 2022  | 2023   |
| ------------------- | ----- | ----- | ----- | ----- | ----- | ----- | ----- | ----- | ------ |
| Nombre de voyageurs | 8 467 | 7 895 | 8 054 | 6 662 | 8 137 | 5 011 | 6 209 | 9 738 | 10 482 |

### Accueil

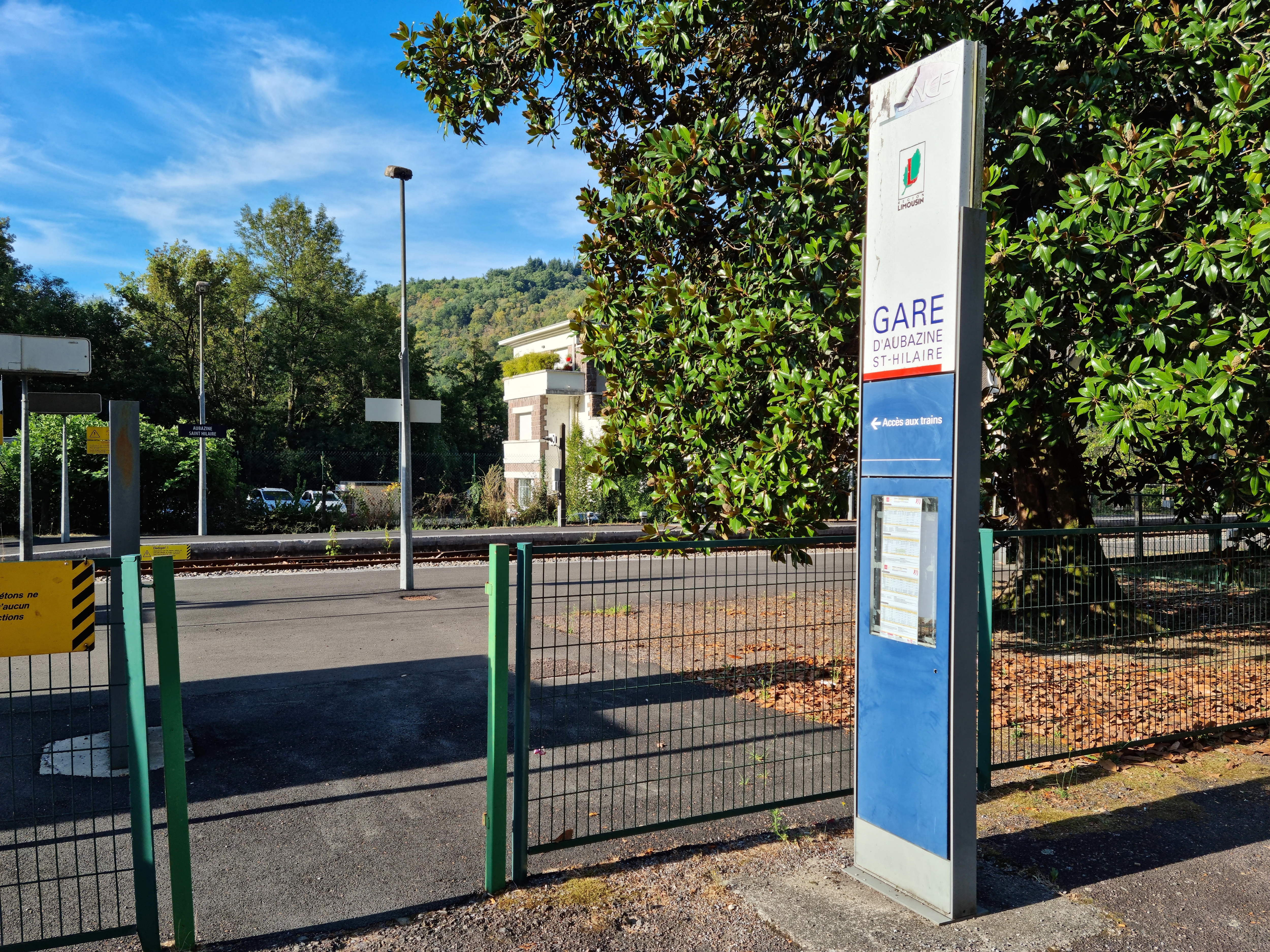

## Service des voyageurs

### Desserte
Elle est desservie par les trains TER Nouvelle-Aquitaine (relation de Brive-la-Gaillarde à Clermont-Ferrand).
Depuis le 6 juillet 2014, les TER reliant Brive à Clermont-Ferrand sont limités à Ussel en raison de la fermeture de la ligne entre Eygurande et Laqueuille.